# 달 착륙선 이글
달 착륙선 이글호(LM-5)(영어: Lunar Module Eagle)는 1969년 인간의 달 착륙이 처음으로 이루어진 아폴로 11호 계획에서 승무원이 탑승하는 용도로 쓰인 달 착륙선이다. 이글 (영어로 독수리)라는 명칭은 아폴로 11호의 휘장에 크게 그려진 흰머리수리에 착안하여 명명되었다.
이글호는 사령선 컬럼비아호에 실려 지구에서 달 궤도로 비행한 뒤, 1969년 7월 20일 우주비행사 닐 암스트롱이 조종을, 버즈 올드린이 항법보조를 맡으며 달 표면으로 날아갔다. 이글호가 착륙한 지점은 고요의 기지 (Tranquility Base)로 명명되었는데 이는 암스트롱과 올드린이 붙인 것으로 착륙 과정에서 처음 발표되었다.
달 착륙이 이루어질 당시 닐 암스트롱이 "독수리 (이글호)가 착륙했다(The Eagle has landed)"라는 말을 전세계에 전했는데 이 문구 자체로 명언이 되었다.

## 비행
이글호는 사령선 컬럼비아호와 함께 1969년 7월 16일 케네디 우주 센터 제39A 발사대에서 새턴 V 발사체 꼭대기에 실려 상공으로 발사되었으며, 12분 후 지구 궤도에 진입했다.
1969년 7월 19일 이글호는 달 궤도에 진입하였으며, 7월 20일 닐 암스트롱과 버즈 올드린이 달 착륙선에 승선하여 사령선 컬럼비아호로부터 분리하였다. 1969년 7월 20일 오후 8시 17분 40초 (UTC)를 기해, 이글호는 잔여 연료 216 파운드 (98 kg)를 남긴 채로 달 표면에 착륙했다.
달 표면에서의 임무를 마친 암스트롱과 올드린은 1969년 7월 21일에 달 착륙선 이글호로 돌아왔다. 같은 날 오후 5시 54분 00초 (UTC)에 이글호의 상부에 탑승하여 이륙, 달 궤도에 머무르던 컬럼비아호로 날아가 마이클 콜린스와 재회하였다.
세 승무원이 컬럼비아호에 재탑승한 뒤 이글호는 컬럼비아호에서 다시 분리되어 달 궤도에 버려졌다. 궤도 감쇠가 이루어지고 정확히 달 표면의 어느 지점에 충돌하였는지는 알려지지 않았으며, 지금까지도 여전히 달 궤도에 머무르고 있다는 증거도 제기되고 있다.

## 사진

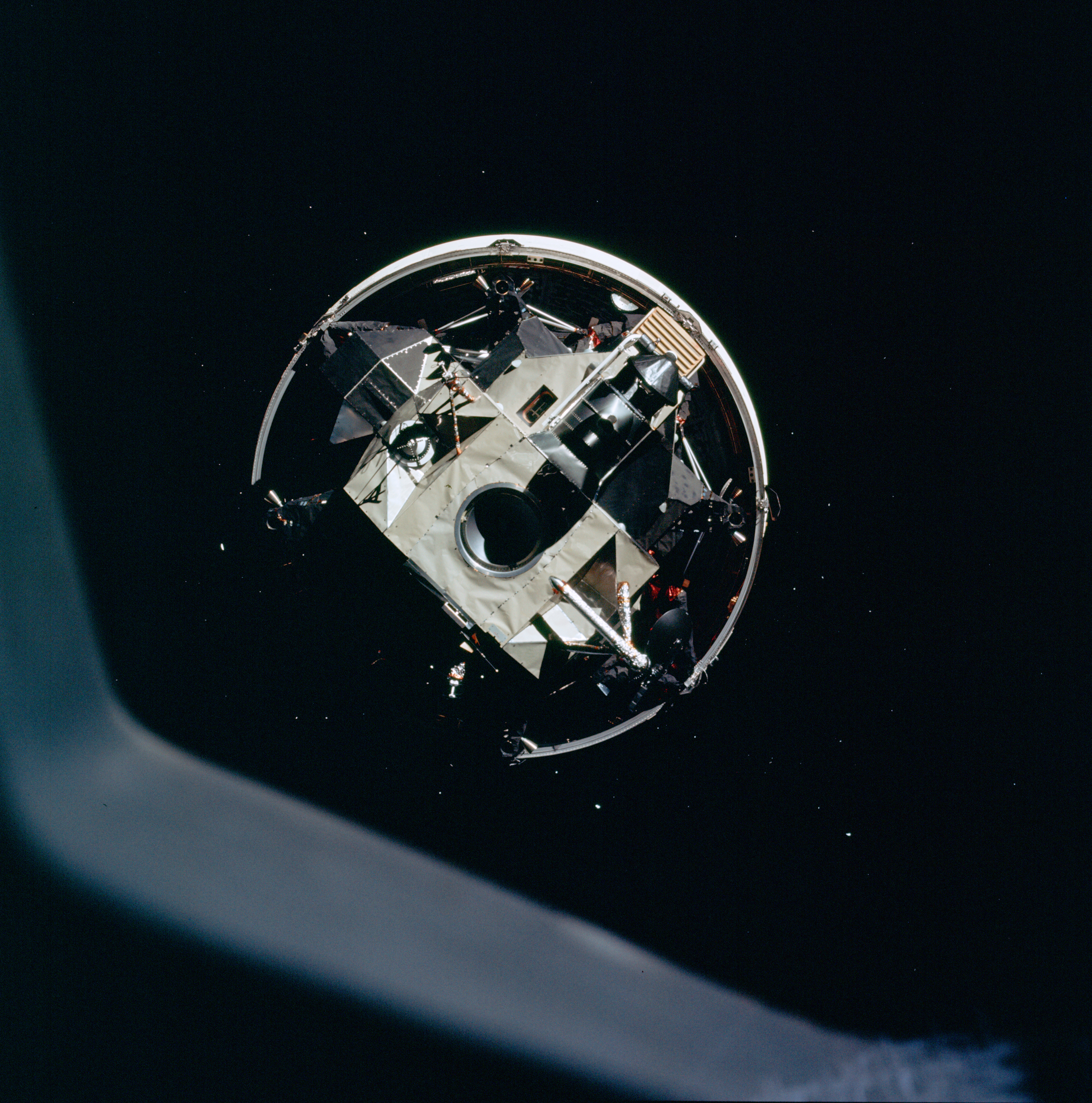
1969년 7월 16일 S-IVB 단계에서 분리되기 전의 달 착륙선 이글호
- 1969년 7월 20일 닐 암스트롱과 버즈 올드린이 이글호를 달 표면에 착륙시키는 모습
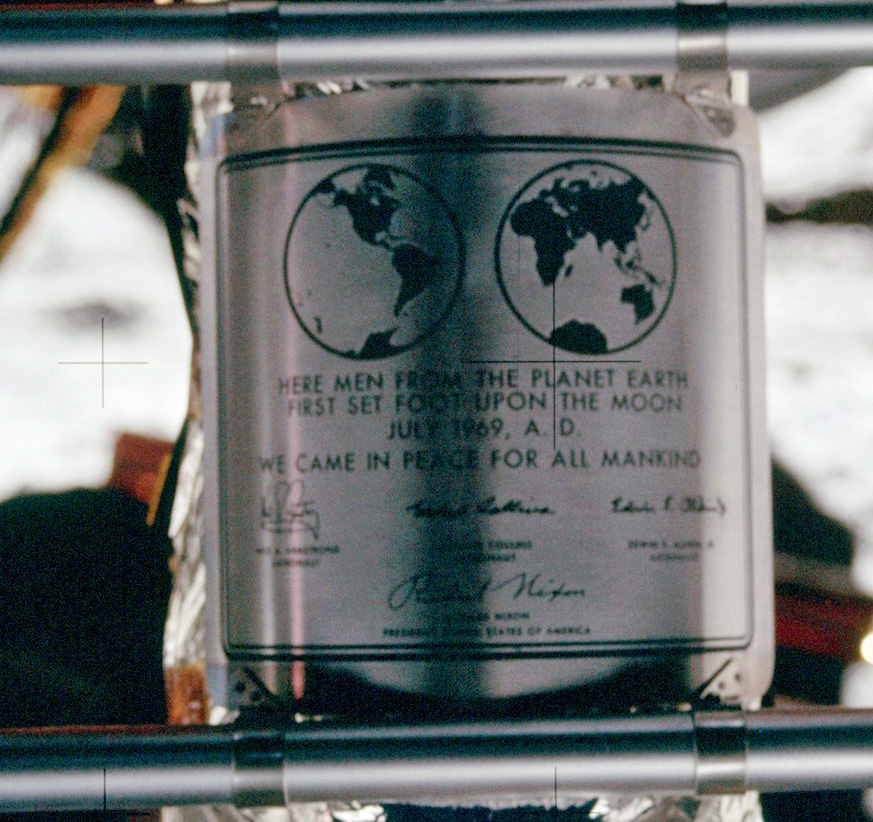
이글호의 사다리에 남겨진 월면 기념판
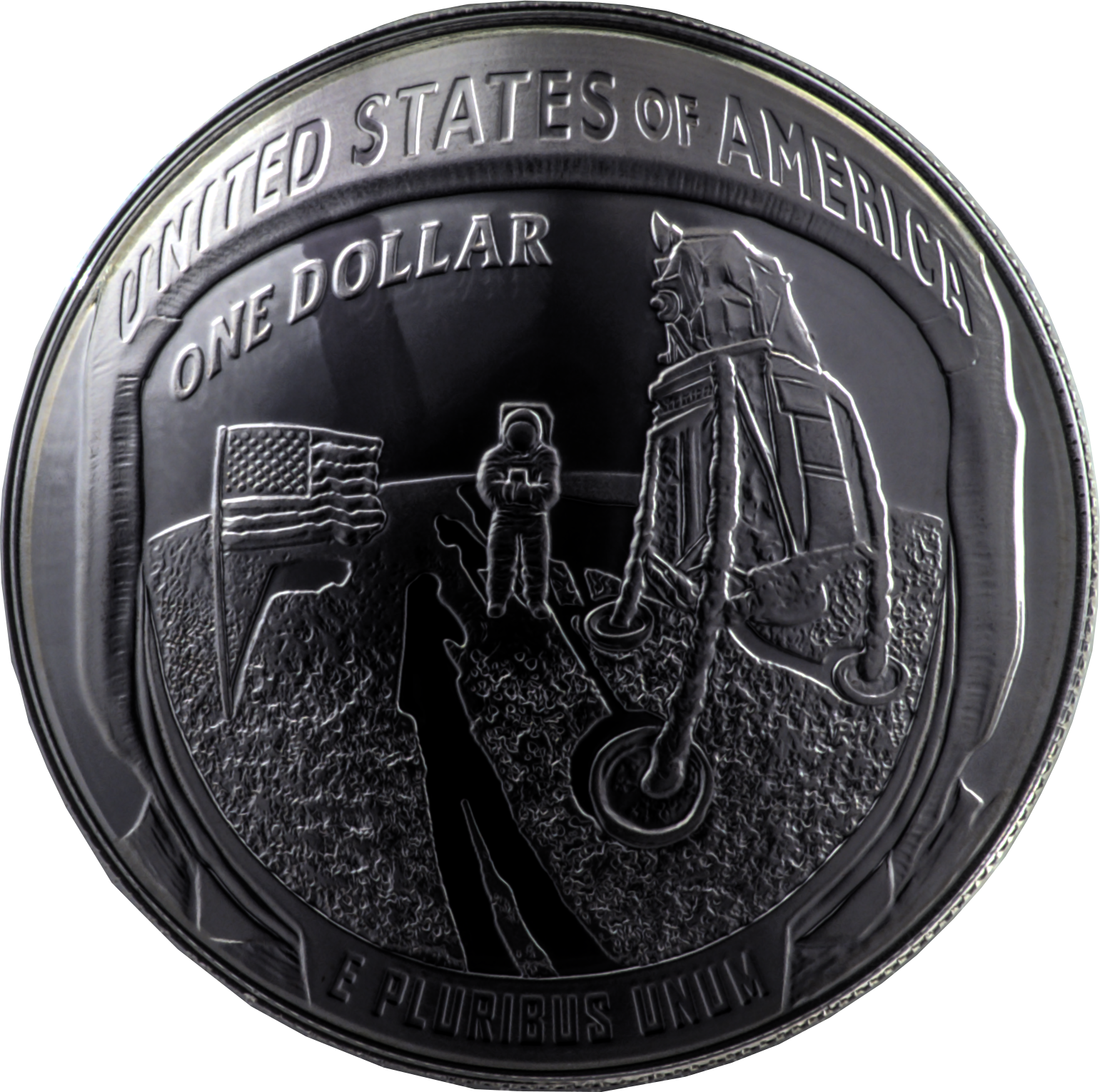
이글호를 묘사한 아폴로 11호의 50주년 기념 은화
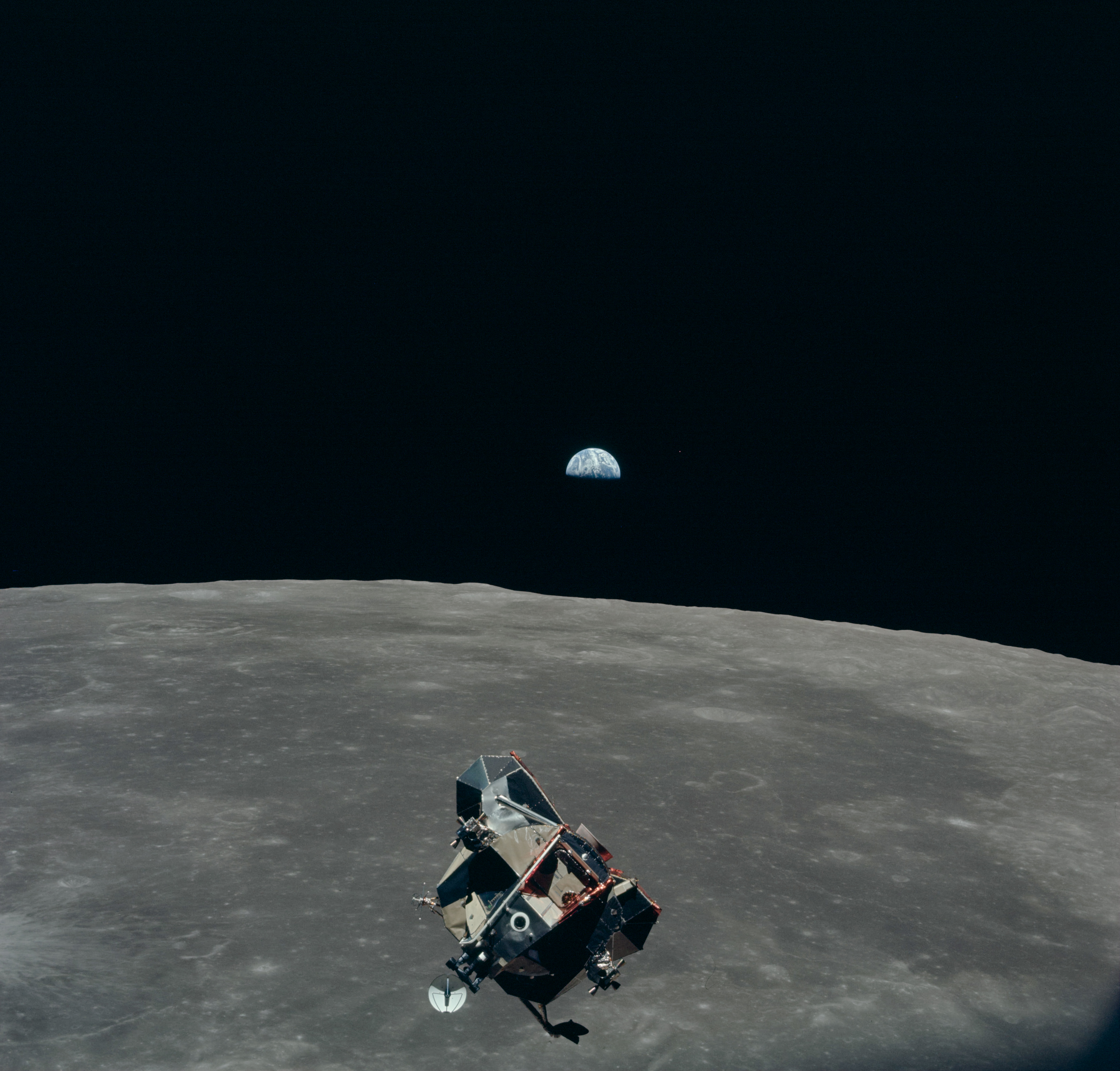
마이클 콜린스가 사령선 컬럼비아호에서 촬영한 이글호의 모

## 같이 보기
- 달 표면의 인공 물체 목록
- 승무원 탑승용 달 착륙선 목록

## 더 읽어보기
- Benson, Charles D.; Faherty, William B. (1978). 《Moonport: A History of Apollo Launch Facilities and Operations》 (PDF). Washington, D.C.: NASA. 472쪽. SP-4204. 2018년 9월 22일에 확인함.
- “Scientific Experiments”. 《Smithsonian Air and Space Museum》. 2020년 10월 24일에 원본 문서에서 보존된 문서. 2018년 9월 22일에 확인함.
- “LRO Sees Apollo Landing Sites”. NASA. 2009년 7월 17일. 2021년 2월 15일에 원본 문서에서 보존된 문서. 2018년 9월 25일에 확인함.
- Meador, James (2021). “Long-term Orbit Stability of the Apollo 11 "Eagle" Lunar Module Ascent Stage”. arXiv:2105.10088 [physics.space-ph].
- Jones, Eric M., 편집. (1995). “One Small Step”. 《Apollo 11 Lunar Surface Journal》. NASA. 2013년 6월 13일에 확인함.
- Jones, Eric M., 편집. (1995). “Trying to Rest”. 《Apollo 11 Lunar Surface Journal》. NASA. 2013년 6월 13일에 확인함.